# Senzanome
Senzanome est un restaurant une étoile  Michelin situé à Bruxelles, en Belgique.

## Étoiles Michelin
- depuis 2003

## Gault et Millau
- 16/20